# Koncentracijski logor Mauthausen
Koncentracijski logor Mauthausen bio je nacistički sabirni i radni logor koji je djelovao na području Austrije te je bio jedan od najvećih logora u toj državi tijekom Drugoga svjetskoga rata. U sedam godina postojanja u njemu je bilo zatočeno oko 200 000 ljudi, od kojih je polovica umrla. Među zatočenicima bilo je i 200 Hrvata, uglavnom antifašista i domoljuba koji su se usprotivili ustaškoj vlasti u NDH. Zapovjednik logora bio je SS-ovac Franz Ziereis, koji je dosegao čin Standartenführera.

## Povijest

### Pozadina
Nakon Prvog svjetskog rata u Njemačkom Carstvu stanje je bilo vrlo loše, pogotovo zbog nepravedne savezničke osvete na Versajskoj mirovnoj konferenciji. To je iskoristila Nacistička stranka čiji je poglavar bio Adolf Hitler. Odmah po dolasku na vlast 1933. Hitler je počeo s progonom Židova, Roma, Slavena, katolika, luterana, političkih neistomišljenika i drugih. Kako je Hitler bio rodom iz Austrije, države koja je do 1919. bila dio Njemačke i koja je s njom dijelila jezik i kulturu, odlučio ju je pripojiti. Iako je prema odredbama mirovnog ugovora ujedinjenje Njemačke i Austrije bilo strogo zabranjeno, Hitler je 13. ožujka 1938. izvršio Anschluss i pripojio Austriju Trećem Carstvu. Odmah nakon pripojenja Hitler je u Austriji uveo nacistički poredak, što je značilo i osnivanje nacističkih sabirnih logora po uzoru na one iz Trećeg Carstva.

### Osnivanje
Grad Mauthausen nalazio se na samoj granici Gornje i Donje Austrije, na ušću rijeke Enns u Dunav. Od Linza je Mauthausen bio udaljen deset kilometara, a pojedini logori u njegovom sklopu bili su čak i bliže Linzu. Izgradnja logora počela je 8. kolovoza 1938., te se s vremenom razvio u cijeli sustav s mnogo podružnica, čime je postao najveći logor u Austriji.

### Djelovanje
Logorski sustav Mauthausena bio je prvenstveno korišten kao mjesto prisilnog rada. Usluge takvog rada koristile su mnoge njemačke i austrijske tvrtke, a osobito je velik napor za tamošnje zatvorenike predstavljao rad u velikom kamenolomu granita. Nacisti su prisiljavali zatvorenike u kamenolomu na nošenje komada granita po stepenicama nazvanim Stepenice smrti (njem. die Todesstiege). Mnogi zarobljenici u Mauthausenu stradali su od prekomjernog rada i izrazito loših životnih uvjeta.

### Oslobođenje
U proljeće 1945. američke i britanske vojne postrojbe počele su oslobađati dijelove Austrije, pri čemu su oslobađani i sabirni logori u njima. Međutim, sabirni logor Mauthausen oslobođen je tek 5. svibnja 1945., kad je već bila završila bitka za Berlin, a Hitler je odavno bio mrtav. Logor su oslobodile američke snage, a zanimljivo je znati da su likvidacije nacističkih zarobljenika vršene neposredno prije oslobođenja.